# 馬提尼克獨立運動
馬提尼克獨立運動（法語：Mouvement Indépendantiste Martiniquais，缩写为MIM；馬提尼克克里奧爾語：Mouvman endépandantis matinitjé）是法國海外大区馬提尼克的一個左翼政黨，成立于1978年7月1日，其主要訴求為馬提尼克能夠去殖民化並且獨立。
在2012年法國國民議會改選後，該黨在馬提尼克海外大区被分配的4席中當選2席。